# 刁翎镇

刁翎镇

刁翎镇，是中华人民共和国黑龙江省牡丹江市林口县下辖的一个行政建制镇。

## 行政区划
刁翎镇下辖以下地区：
长青村、永安村、保安村、治安村、东沟村、四合村、三家子村、东岗子村、下马蹄村、上马蹄村、样子沟村、兴隆村、原发村、东发村、德胜村、胜利村、双丰村、二道村、双发村、东风村、黑背村、生产村、中合村、新河村、五七村和互利村。